# Poiana (Caraș-Severin)

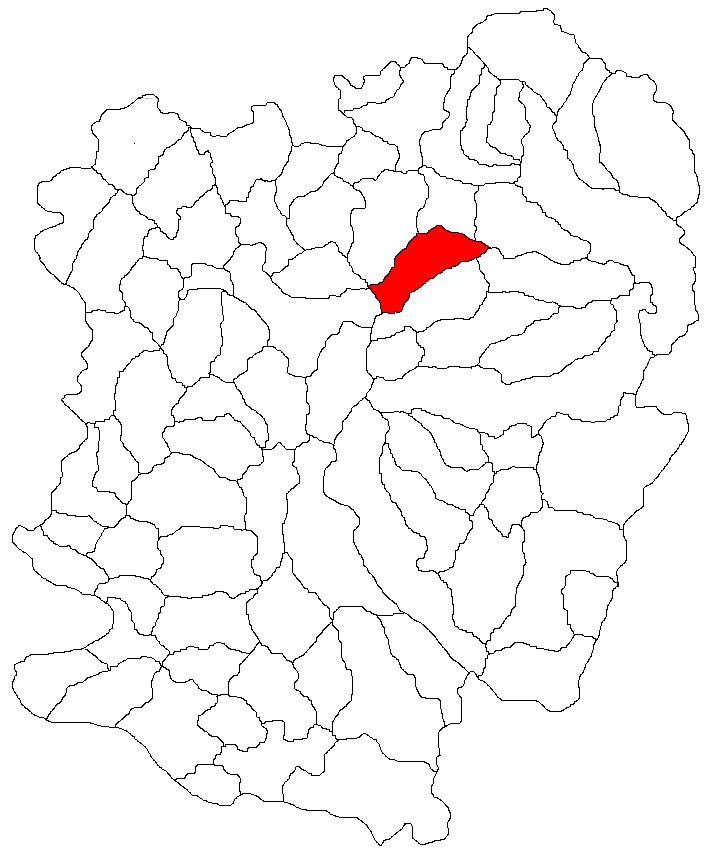
Lage der Gemeinde Buchin im Kreis Caraș-Severin

Poiana (auch Poiana Lupului; deutsch Wolfwiese, ungarisch Sebesmező) ist ein Dorf im Kreis Caraș-Severin, in Rumänien. Poiana gehört zur Gemeinde Buchin.

## Nachbarorte
| Delinești | Păltiniș                                    | Caransebeș |
| Târnova   | Kompassrose, die auf Nachbargemeinden zeigt | Buchin     |
| Văliug    | Semenic-Gebirge                             | Bucoșnița  |

## Geschichte
Wolfswiese wurde 1828 in der Nähe des Semenic-Gebirges im Banater Bergland, im Westen Rumäniens von Deutschböhmen, zusammen mit Wolfsberg, Weidenthal und Weidenheim, gegründet. In Wolfswiese wurden 444 Personen angesiedelt. Diese stammten mehrheitlich aus den böhmischen Bezirken Ellbogen und Klattau. Das Dorf wurde wenige Jahre danach wieder aufgegeben.
Schon kurz nach der Ansiedlung herrschte Unzufriedenheit im Ort. Für die Errichtung ihrer Häuser mussten die Kolonisten zuerst die dafür nötigen Bäume fällen, für den versprochenen Ackerboden musste erst der Wald gerodet werden, hinzu kam noch das schlechte Klima. So kam es im Herbst 1833 zur Aufgabe der mit Deutschböhmen angesiedelten Orte. Die Deutschböhmen hatten die Wahl, nach Böhmen zurückzukehren, oder sich in jedem anderen Ort der Donaumonarchie niederzulassen. Wolfswiese wurde vollständig aufgegeben. 18 Familien ließen sich in Lindenfeld nieder, andere in Orten der Banater Heide, wie Lugosch, Bakowa, Darowa, Rekasch, Moritzfeld, Liebling, Nitzkydorf und Tschakowa.
Im Laufe der letzten Jahre haben sich auf dem Gebiet des alten Dorfes Wolfswiese Rumänen niedergelassen. Zurzeit leben etwa 650 Einwohner in Poiana. Es bestehen Pläne auf dem Areal des Dorfes Wolfswiese in 950 Meter Höhe ein Genesungsheim zu errichten.
Hier, am Fuße des Semenic-Gebirges, in Poiana Lupului findet alljährlich das Musikfestival „Semenic Folk Fest“ statt.